# Грачёв, Алексей Викторович
Алексе́й Ви́кторович Грачёв (укр. Олексій Вікторович Грачов; род. 5 марта 1969, Симферополь) — советский и украинский футболист, нападающий, тренер.

## Карьера

### Игровая
Кроме него в семье воспитывалось ещё двое детей — его брат и сестра.
Воспитанник школы симферопольской «Таврии», где его тренером был Вячеслав Портнов. Во время прохождения службы спортроте в армии играл за киевский СКА. В 1989 году играл за керченский «Океан» во Второй лиге СССР. Переход в севастопольскую «Чайку» состоялся по рекомендации Анатолия Заяева главному тренеру Геннадию Макарову. Начинал играть в центре полузащиты, а затем перешёл на позицию нападающего.
Его следующей командой стала симферопольская «Таврия», выступавшая в Первой лиге СССР, где он стал игроком основного состава. Во время выступления за крымчан, его пригласили на просмотр в донецкий «Шахтёр», однако в итоге он поехал на просмотр в ахтырский «Нефтяник», куда поехали его одноклубники Эдуард Пискун, Александр Евтушок и Игорь Ершов. В составе команды играл в первом чемпионате независимой Украины. Команда по итогам сезона вылетела в Первую лигу, где затем стала бронзовым призёром сезона 1992/93. В Ахтырке он стал игроком основного состава, становился лучшим бомбардиром команды в турнире 1994/95, тогда же он занял третье место в списке бомбардиров Первой лиги. Грачёв является автором первого «покера», то есть четырёх забитых мячей в одной игре, в поединке против «Бажановца» 11 октября 1994 року. В Ахтырке он жил на одной лестничной площадке с одноклубником Эдуардом Пискуном, с которым он играл до этого в «Чайке» и «Таврии», позже и в кировоградской «Звезде».
Летом 1995 года Грачёв перешёл в кировоградскую «Звезду НИБАС» из Высшей лиги. Вместе с Пискуном его приглашали в российский «Уралан», однако Эдуард в итоге ушёл в краснодарскую «Кубань», а Алексей в «Уралан» из Элисты. В 1997 году вместе с командой стал победителем первого российского дивизиона. Зимой 1998 года вернулся в «Нефтяник». В сентябре 2000 перешёл во второлиговый «Электрон» из города Ромны. Начало сезона 2000/01 провёл в «Таврии», однако проведя лишь одну игру в чемпионате Украины, перешёл в «Нефтяник». Тогда команда стала победителем Второй лиги и вернулась в Первую, а Грачёв стал лучшим бомбардиром группы в которой выступали ахтырцы с 16 забитыми голами. Карьеру футболиста завершил в 2002 году.
Является рекордсменом «Нефтяника» по количеству проведённых матчей и забитых голов в чемпионатах Украины. В общей сложности провёл за «Нефтяник» более двухсот игр и забил более пятидесяти мячей.

### Тренерская
Окончил Симферопольский государственный университет имени М. В. Фрунзе.
В 2003 году вошёл тренерский штаб ахтырского «Нефтяника», где проработал в течение четырёх лет. Затем, на протяжении двух лет был тренером симферопольского «ИгроСервиса», после чего вернулся в «Нефтяник». В 2010 году вошёл в тренерский штаб «Севастополя». Затем работал главным тренером дубля, старшим тренером молодёжного состава, занимал должность тренера в «Севастополе-2». Летом 2012 года стал тренером «Севастополя-3», который выступал в чемпионате Крыма. После входил в тренерский штаб «Севастополя», был главным тренером дубля и тренером команды до 19 лет.
В 2014 году вошёл в тренерский штаб клуба СКЧФ. В начале 2015 года возглавлял команду СКЧФ 1998 года рождения на турнире Arena Yevpatoria Cup. Во всекрымском турнире возглавлял СКЧФ-2. Летом 2015 года стал главным тренером «Бахчисарая», привёл команду к бронзовым наградам чемпионата Крыма и победе в Кубке Премьер-лиги КФС в финальном матче над СКЧФ (2:1). Был признан лучшим тренером турнира. Летом 2016 года возглавил «Севастополь» и привёл команду к победе в чемпионате полуострова. 5 июня 2018 года был отправлен в отставку с поста главного тренера «Севастополя». В январе 2019 года стал главным тренером футбольной команды «Евпатория».. С июля 2022 года — главный тренер клуба «Рубин» (Ялта).

## Достижения
«Нефтяник» (Ахтырка)
- Бронзовый призёр Первой лиги Украины: 1992/93
- Победитель Второй лиги Украины: 2000/01

«Уралан»
- Победитель Первого дивизиона России: 1997

## Личная жизнь
Жена — Жанна, экономист в симферопольской кампании «Таврия-Авто». Сын Дмитрий, также являлся профессиональным футболистом.

## Статистика
| Сезон   | Клуб                | Лига               | Чемпионат | Чемпионат | Кубок | Кубок |
| Сезон   | Клуб                | Лига               | Игры      | Голы      | Игры  | Голы  |
| ------- | ------------------- | ------------------ | --------- | --------- | ----- | ----- |
| 1989    | Океан (Керчь)       | Вторая лига        | 24        | 0         |       |       |
| 1990    | Чайка (Севастополь) | Вторая низшая лига | 29        | 9         |       |       |
| 1990    | Таврия              | Первая лига        | 7         | 0         |       |       |
| 1991    | Таврия              | Первая лига        | 36        | 9         |       |       |
| 1992    | Нефтяник (Ахтырка)  | Высшая лига        | 17        | 1         | 6     | 2     |
| 1992/93 | Нефтяник (Ахтырка)  | Первая лига        | 42        | 12        | 4     | 3     |
| 1993/94 | Нефтяник (Ахтырка)  | Первая лига        | 38        | 14        | 2     | 0     |
| 1994/95 | Нефтяник (Ахтырка)  | Первая лига        | 42        | 18        | 1     | 0     |
| 1995/96 | Звезда НИБАС        | Высшая лига        | 28        | 4         | 4     | 2     |
| 1996    | Уралан-д            | Третья лига        | 2         | 0         |       |       |
| 1996    | Уралан              | Первый дивизион    | 20        | 3         |       |       |
| 1997    | Уралан              | Первый дивизион    | 18        | 1         | 2     | 1     |
| 1997/98 | Нефтяник (Ахтырка)  | Первая лига        | 21        | 2         | 1     | 0     |
| 1998/99 | Нефтяник (Ахтырка)  | Первая лига        | 36        | 2         | 4     | 0     |
| 1999/00 | Нефтяник (Ахтырка)  | Первая лига        | 8         | 0         |       |       |
| 1999/00 | Электрон (Ромны)    | Вторая лига        | 16        | 5         |       |       |
| 2000/01 | Таврия              | Высшая лига        | 1         | 0         |       |       |
| 2000/01 | Нефтяник (Ахтырка)  | Вторая лига        | 29        | 16        |       |       |
| 2001/02 | Нефтяник (Ахтырка)  | Первая лига        | 25        | 0         | 1     | 1     |
| 2001/02 | Электрон (Ромны)    | Вторая лига        | 5         | 0         |       |       |
| 2002/03 | Нефтяник (Ахтырка)  | Первая лига        | 2         | 0         |       |       |

Источники:
- Статистика — Профиль на сайте FootballFacts.ru